# Luke Mitchell
Luke Mitchell (n. 17 aprilie 1985) este un actor și un model australian.

## Carieră
Mitchell s-a antrenat la Festivalul de Film şi Televiziune Internațională și a lucrat cu profesioniști, cum ar fi Joss McWilliam, Gardner Iain, Krejus Kim, McMahon Craig și Carey Dean. El a călătorit în jurul Australiei cu firma internațională de divertisment, Sudden Impact Divertisment și a lucrat în teatrul lor de spectacole live.
În timp ce lucrează în Melbourne, el a câștigat cu succes audiția pentru rolul de invitat-Chris Knight în "Vecinii" și a apărut în 11 episoade. Apoi s-a mutat înapoi în Gold Coast să joace rolul lui Will Beniamin în H2O - Adaugă apă.
În 2008, Mitchell a filmat pentru romanța cu tematică gay Performance Anxiety , care a fost selectat ca parte al celui de-al nouălea Festival Anual de Film Brisbane Queer ca un screening pentru casting și echipaj.
În iunie 2009, Mitchell s-a mutat în Sydney și, din 2010 , începe să joace rolul lui Romeo Smith în serialul Home and Away . Mitchell a câștigat primul său premiu de actorie și un premiu Logie TV Week 2010 pentru cel mai popular nou talent de sex masculin, pentru rolul său în Home and Away.

## Viața personală
Mitchell provine dintr-o familie iubitoare de tenis și a jucat de la vârsta de cinci ani până la nouăsprezece ani . El visa să devină profesionist, dar a renunțat după ce și-a dat seama că fost singurul lucru din viața lui. El are un frate mai mare (care este antrenor de tenis pe Coasta de Aur), doi frați mai mici (unul este folosit pentru a juca tenis şi cel mai tânăr joacă la Institutul Australian de Sport din Canberra) și o soră mai mică . Mitchell a mers la școală la Liceul de stat Nerang .

## Filmografie

### Televiziune
| An             | Titlu               | Rol           | Note                                       |
| -------------- | ------------------- | ------------- | ------------------------------------------ |
| 2008           | Neighbours          | Chris Knight  | Serial TV (oaspete pentru 11 episoade)     |
| 2008           | Performance Anxiety | Peter Koliat  | Film                                       |
| 2009 - 2010    | H2O: Just Add Water | Will Benjamin | Serial TV (rol permanent pentru sezonul 3) |
| 2009 - prezent | Home and Away       | Romeo Smith   | Serial TV (rol permanent)                  |

### Premii și nominalizări
| Premiu      | Data       | Categorie                           | Rezultat   |
| ----------- | ---------- | ----------------------------------- | ---------- |
| Logie Award | 2 mai 2010 | Cel Mai Popular Nou Talent Masculin | Câștigător |